# Poltys caelatus
Poltys caelatus là một loài nhện trong họ Araneidae.
Loài này thuộc chi Poltys. Poltys caelatus được Eugène Simon miêu tả năm 1907.